# Sune Bergström
Sune Karl Bergström (Estocolm, 1916 - íd. 2004) fou un químic i bioquímic suec guardonat amb el Premi Nobel de Medicina o Fisiologia l'any 1982.

## Biografia
Va néixer el 10 de gener de 1916 a la ciutat d'Estocolm. Va estudiar química a l'Institut Karolinska de la seva ciutat natal, on es va graduar el 1944 i s'especialitzà en bioquímica. Aquell mateix any va esdevenir professor de química d'aquest Institut però va ampliar els seus estudis realitzant treballs de recerca a la Universitat de Londres i la Universitat de Colúmbia. El 1958 tornà a ser docent de l'Institut Karolinska, i posteriorment degà i rector d'aquesta, càrrecs que abandonà el 1975 per esdevenir director en cap de la Fundació Nobel.
Entre 1977 i 1982 fou president del Comité Consultiu d'Investigacions Mèdiques de l'Organització Mundial de la Salut. Va morir el 15 d'agost de 2004 a la ciutat d'Estocolm.

## Recerca científica
Interessat en els àcids grassos quirals descobrí, juntament amb Bengt Samuelsson i John Robert Vane diverses propietats de la prostaglandina, treballs que foren recompensats amb el Premi Nobel de Medicina o Fisiologia l'any 1982.